# 图拉真柱
图拉真柱（拉丁語：COLVMNA·TRAIANI），或译作图拉真凯旋柱，图拉真纪功柱，位于意大利罗马奎里纳莱山边的图拉真广场，为罗马帝国皇帝图拉真所立，以纪念他胜利征服达契亚的战争。该柱由大马士革建筑师大马士革的阿波罗多洛斯奉罗马元老院的命令建造，于113年落成，以柱身精美浮雕而闻名。
图拉真柱高度约为30米，包括其大型基座在内则为35米。柱身由20块巨大的卡拉拉大理石制成的穹顶鼓座组成，每块重约32吨，直径为3.7米。190 米的浮雕带环绕柱身23圈。柱内设有185级螺旋楼梯，通往顶部的观景台。图拉真柱的柱头石块重达53.3吨，并被安置在约34米的高度。古代钱币显示，最初计划在柱顶放置一尊鸟的雕像，可能是一只鹰。建造完成后，一尊图拉真的雕像被安置其上；这尊雕像在中世纪时期消失。1587年12月4日，教皇思道五世在柱顶安放了一尊使徒圣彼得的青铜像，至今仍保留在那里。
图拉真柱最初两侧分别是乌尔皮安图书馆的两个部分，一个希腊室和一个拉丁室，它们相对而立，墙壁上排列着壁龛和木制书柜，用于存放卷轴。拉丁室可能存放了图拉真关于罗马-达契亚战争的评论《达契卡》，大多数学者认为，图拉真柱上螺旋上升的雕刻叙事设计旨在呼应这部作品。

## 装饰内容

### 设计元素
该柱展示了2,662个人物和155个场景；图拉真本人在柱上出现了58次。
连续的螺旋饰带从底座到柱头缠绕23圈，是当时的一项建筑创新。这一设计被后来的皇帝如马可·奥勒留所采用。叙事带从柱子底部的约1米开始到顶部向下1.2米截止。场景连续展开。在同一场景中，常常使用多种不同的视角，以便揭示更多内容。

### 历史内容描绘
浮雕描绘了图拉真对达契亚人的两次胜利军事战役；下半部分展示了第一次战役（101-102年），上半部分展示了第二次战役（105-106年）。这些战役与柱子的建造时间同期。饰带上重复展示着皇帝演讲（adlocutio）、祭祀（lustratio）和军队出征（profectio）的标准场景。  柱子上的战斗场景非常少，反而强调了士兵们有序进行仪式和建设的画面。达契亚战役的目的是将达契亚并入罗马帝国并作为一个行省。在图拉真柱上，与战时暴力相关的图像似乎被淡化，对外国妇女和儿童的暴力行为描绘则完全不存在。一些学者认为，缺乏战斗场景和大量建设场景是为了向罗马公民传达信息，通过描绘几乎没有附带损害的战争来缓解他们对军队的恐惧和不信任。将罗马军队描绘为相对温和的形象，可能是为了支持图拉真作为“正义、仁慈、节制和克制”之人的形象。其他人则认为，柱子上砍伐树木的场景数量（柱子上 224 棵树中有 48 棵被砍伐）与多瑙河上的桥梁建设相结合，意在传达对该行省的更全面征服，超越了以往的成就。
描绘的关键具体事件包括罗马军团首次穿越多瑙河、图拉真沿多瑙河航行、第一次战争结束时达契亚人的投降、第二次战争期间多瑙河大桥上的盛大祭祀、对达契亚首都的进攻以及达契亚国王德凯巴鲁斯的死亡。两部分由一位在盾牌上书写胜利的拟人化形象分隔，两侧是战利品。
浮雕特别细致地区分了战役双方的男女角色以及这些不同群体内部的等级。场景中挤满了水手、士兵、政治家和祭司，总共展示了约 2500个人物。它也是关于罗马和蛮族的武器及战争方法（如堡垒、船只、武器等）以及服饰的宝贵信息来源。浮雕展示了诸如弩炮或投石机等细节。这一细节在柱子上各式各样的树木中尤为明显，每种树木都按照 37 种类型单独进行了风格化处理，这使得一些学者能够识别出特定的树种。此外，精确的细节营造出了强烈的真实感：设计者意图将这些图像呈现为客观的历史真相。图拉真皇帝以写实的风格再现，作为其军队中的核心英雄出现了58次。
女性大多占据并界定了场景的边缘。然而，在罗马公共艺术中，凡人女性本就极为罕见，以至于她们能出现在战争纪念碑上实属非凡。在战争的男性叙事中，女性是一种视觉修辞，通过将外族征服者女性化，从而进一步深化了征服的主题。然而，柱子上呈现的是“罗马艺术中最为独特、令人不安且暴力的一幕——女性施虐场景。” 在这一不寻常的场景中，四名达契亚女性被描绘成正在折磨两名裸体男子。

## 位置
今天，图拉真柱是图拉真广场最突出的建筑特征，几乎完好无损，但现已与原始环境隔离。该柱位于广场的最北端，作为整个广场建筑群的焦点。它三面被两座侧翼图书馆和乌尔皮亚大教堂环绕。柱东北和西南的两座图书馆用于研究拉丁文和希腊文的卷轴。这些图书馆与柱同时建造。  它们包括了用于观看柱两侧的上层观景平台。通过高处的有利位置，可以更近距离地观看浅浮雕雕刻的场景人物，这些人物细节丰富，涂有颜料并配有金属配件（尽管如此，古代观众仍无法按顺序连续观看浮雕的螺旋部分）。当我们比较图拉真柱和马库斯·奥勒留柱时，上层区域的可见性问题更加明显。马库斯·奥勒留柱中的人物雕刻更深，甚至随着柱身高度上升内容有所简化，因为周围没有建筑可以作为观景平台。不同的雕刻风格似乎是为了增强可见性而采用的。
柱旁的两座图书馆进一步推动了皇帝的宣传计划。除了作为观景平台外，它们还为罗马人民收藏了许多珍贵的文学作品。可以肯定的是，这里曾保存了一份重要文献，是图拉真本人关于达契亚战争的记述，但是如今已失传。柱子上关于达契亚战争的浮雕为图拉真的战争记述提供生动的补充。每当罗马人民享受广场的开阔空间和便利设施时，都会想起他的胜利。柱子与周围宏伟建筑的结合，营造了一种令人敬畏的景象。

## 建造目的

### 功能争论
目前尚不清楚该柱是旨在发挥纪念功能、或是作为政治宣传，或两者兼而有之。传统学术界认为，该柱是一座颂功性质的纪念碑，将图拉真尊为罗马的伟大皇帝。然而，最近对图拉真广场的重建研究表明，由于广场上有两座图书馆紧密环绕，从大部分角度观看该柱视野大多会被遮挡。此外，由于难以从头到尾跟随螺旋饰带，该柱的叙事能力相当有限。另一方面，正如法国考古学家保罗·韦纳所指出的，浮雕可以从下方“垂直”阅读，皇帝的形象在饰带中清晰可辨——就像在旺多姆柱上，拿破仑的形象可以一幕接一幕地被辨认出来。此外，环绕其两侧的两座图书馆提供了观察柱子的平台，如果观者站在顶层，饰带的完整视野将更加清晰可见。尽管确实有证据表明图拉真柱并未被置于一个理想的可见位置，但将其视为某种形式的颂扬建筑而加以否定是不可能的。一个重要的观点是，该柱的建造极具挑战性，因此它不太可能被有意隐藏在论坛中或置于视线之外。

### 图拉真的骨灰
此外另一个重要概念是，图拉真柱被视为图拉真的象征。在图拉真于117年去世后，罗马元老院投票决定将他安葬在柱子的方形基座内的金瓮中（后来他的妻子普罗提娜的骨灰亦放在其中，这些金瓮后来从纪念碑中消失），基座装饰有缴获的达契亚武器和盔甲。柱顶则矗立着图拉真的雕像。罗马人民生活的中心——广场的地面层，正是图拉真尘世遗骸的安息之地。图拉真柱上的叙事从底部向上展开，带领观者穿越图拉真在达契亚战争中的胜利，最终（按最初设计）以广场上方图拉真的雕像作为结束。考虑到这一时期，尤其是在辉煌的图拉真时代，将去世皇帝神化已经成为被广泛接受的传统。因此，这一象征意义可解读为：图拉真的尘世遗骸留在广场与罗马人民同在，而他的征服事迹则使他升入天堂。
有一种解读认为，图拉真可能从一开始就打算将柱子作为他的最终安息之地，而柱子与其他丧葬建筑在设计上的相似性使其成为罗马元老院的自然选择。特别是，柱子浮雕要求旁观者绕行，这让人联想到罗马的丧葬习俗，将注意力引向中心——从而引向图拉真的顶部装饰。

## 基座碑文

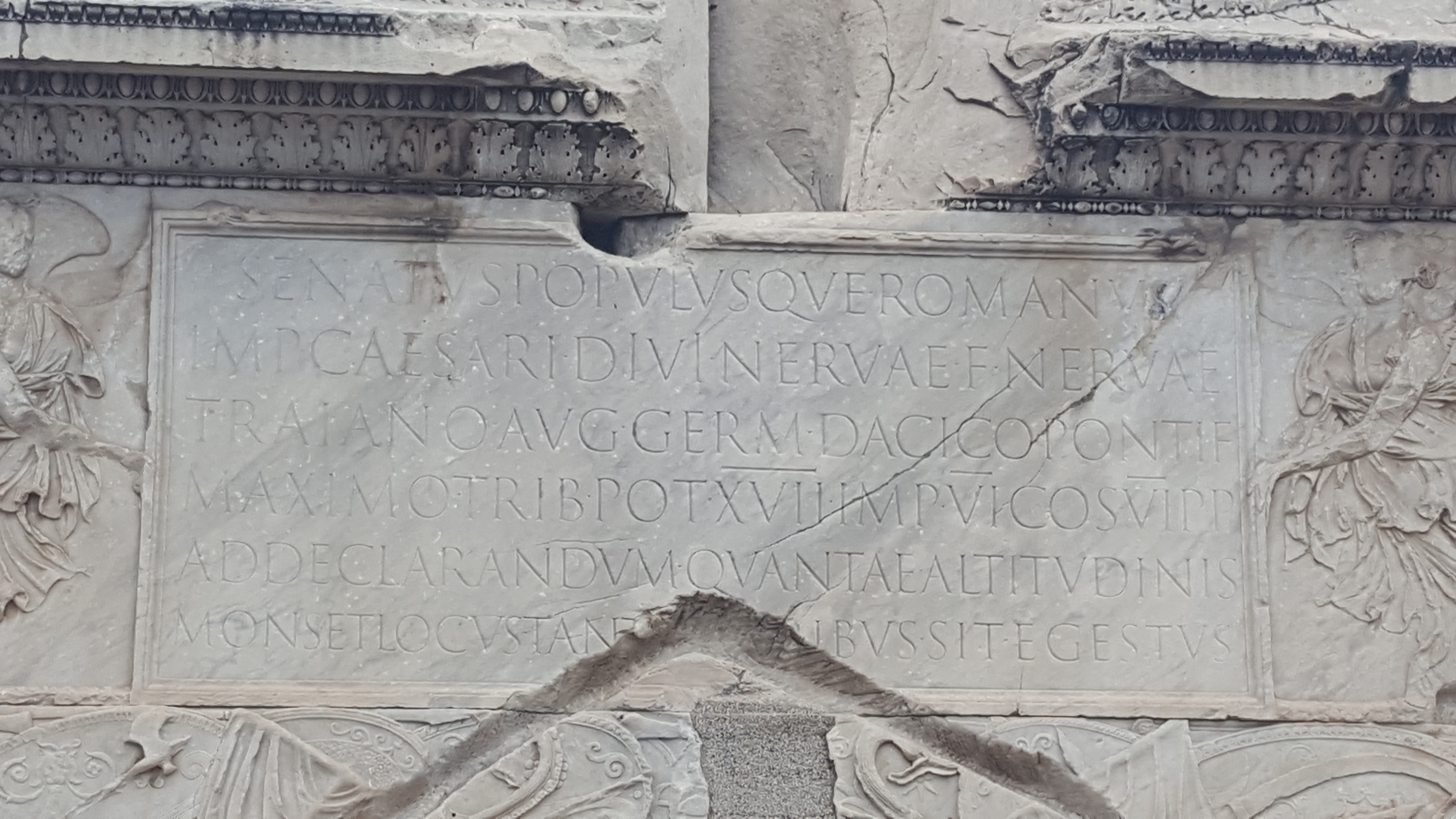
基座上的碑文

### 文本
图拉真柱的基座上刻有如下碑文：
SENATVS·POPVLVS·QVE·ROMANVS
IMP·CAESARI·DIVI·NERVAE·F·NERVAE
TRAIANO·AVG·GERM·DACICO·PONTIF
MAXIMO·TRIB·POT·XVII·IMP·VI·COS·VI·P·P
AD·DECLARANDVM·QVANTAE·ALTITVDINIS

MONS·ET·LOCVS·TANT[IS·OPER]IBVS·SIT·EGESTVS
译文：
元老院与罗马人民
敬献给统帅·神圣凯撒·涅尔瓦之子·涅尔瓦·图拉真·奥古斯都
日耳曼与达契亚的征服者·大祭司
十七次拥有护民官权力·六次被欢呼统帅·六次担任执政官·祖国之父，
（立此碑）以昭示此山丘原有之高度，

此地因如此浩大之工程而被彻底移平。

### 内容介绍
据信，该柱本应位于卡比托利欧山和奎里纳尔山之间的鞍部，该处曾被图拉真挖掘，但挖掘结果显示事实并非如此。鞍部是图拉真广场和图拉真市场所在的位置。因此，铭文上的工程指的是图拉真在帝国议事广场区域的所有建筑项目。
这或许是罗马方形大写字母最著名的例子，这种字体常用于石碑，较少用于手稿书写。由于设计初衷是从下方阅读，底部的字母略小于顶部的字母，以提供正确的透视效果。部分而非全部的词间分隔用点标记，许多词汇，尤其是标题，采用了缩写形式。在铭文中，数字上方标有横线以示区分。铭文底部的一小部分已遗失。

## 螺旋楼梯
图拉真柱的内部是空心的：通过基座一侧的小门进入，185级螺旋楼梯通向顶部的平台，古时为游客提供了俯瞰周围图拉真广场的视野。在上升过程中43个窗缝照亮了通道。螺旋楼梯本身由19块石头雕刻而成，每14级台阶完成一整圈；这种布局比常见的12或16级台阶方案需要更复杂的几何设计。工艺之精湛使得楼梯几乎完全平整，巨大石块间的接缝至今仍精确吻合。
图拉真柱，尤其是其螺旋楼梯设计，对后来的罗马建筑产生了相当大的影响。虽然螺旋楼梯在罗马建筑中此前仍属罕见，但这种节省空间的形式自此逐渐在整个帝国传播开来。 除了其提供的实用优势外，这一设计还与皇权紧密相连，后来被图拉真的继任者安东尼·毕尤和马可·奥勒留所采用。在拿破仑时代，巴黎的旺多姆广场上竖立了一根装饰有螺旋浮雕的类似柱子，以纪念他在奥斯特利茨的胜利。

## 建造过程

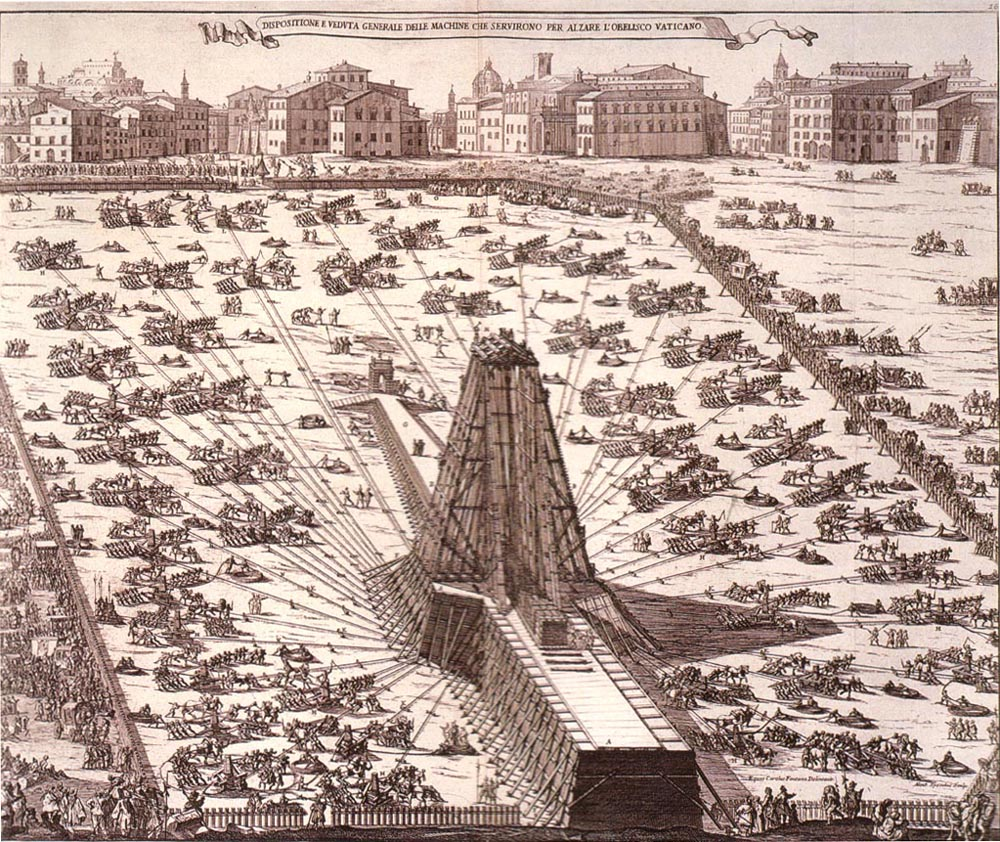
1586 年梵蒂冈方尖碑的竖立过程。类似的装置可能被用于图拉真柱的建造，但可用空间较小，因此人力也较少。

圆柱可能是通过起重机吊装到位的。古代文献以及大量考古证据表明，罗马工程师有能力将重物从地面吊起。图拉真柱的典型穹顶鼓座重约32吨，而柱头，即基座和底座上方最重的石块，甚至重达53.3吨，并且需要被吊升至34米的高度。为了减轻重量，它们可能在被雕刻后才进行吊装。即便如此，对于这样的负载，典型的罗马踏轮式起重机显然是不够的，因为它的最大高度只能达到15到18米。另一种做法是在建筑工地周围搭建了一个塔状的木结构，将大理石块通过滑轮、绳索和绞盘系统提升至指定高度。这些设备由大量的人力驱动，可能还有役畜，并分散在地面上。根据现代计算，提升55吨的基础石块需要八个绞盘，而假设使用双滑轮，最高处的穹顶鼓座所需的绳索长度约为210米。
这种提升塔后来也被文艺复兴时期的建筑师多梅尼科·丰塔纳用于在罗马重新安置方尖碑，效果显著。从他的报告中可以看出，协调各牵引团队之间的提升工作需要极大的专注力和纪律性，因为如果力量施加不均，绳索上的过度应力会导致其断裂。就图拉真柱而言，由于同一时刻邻近的乌尔皮亚大教堂也在进行施工，困难将进一步加剧，因为这限制了可用空间，使得绞盘操作人员只能从一木塔侧正常接近。